# Sächsische Wespe

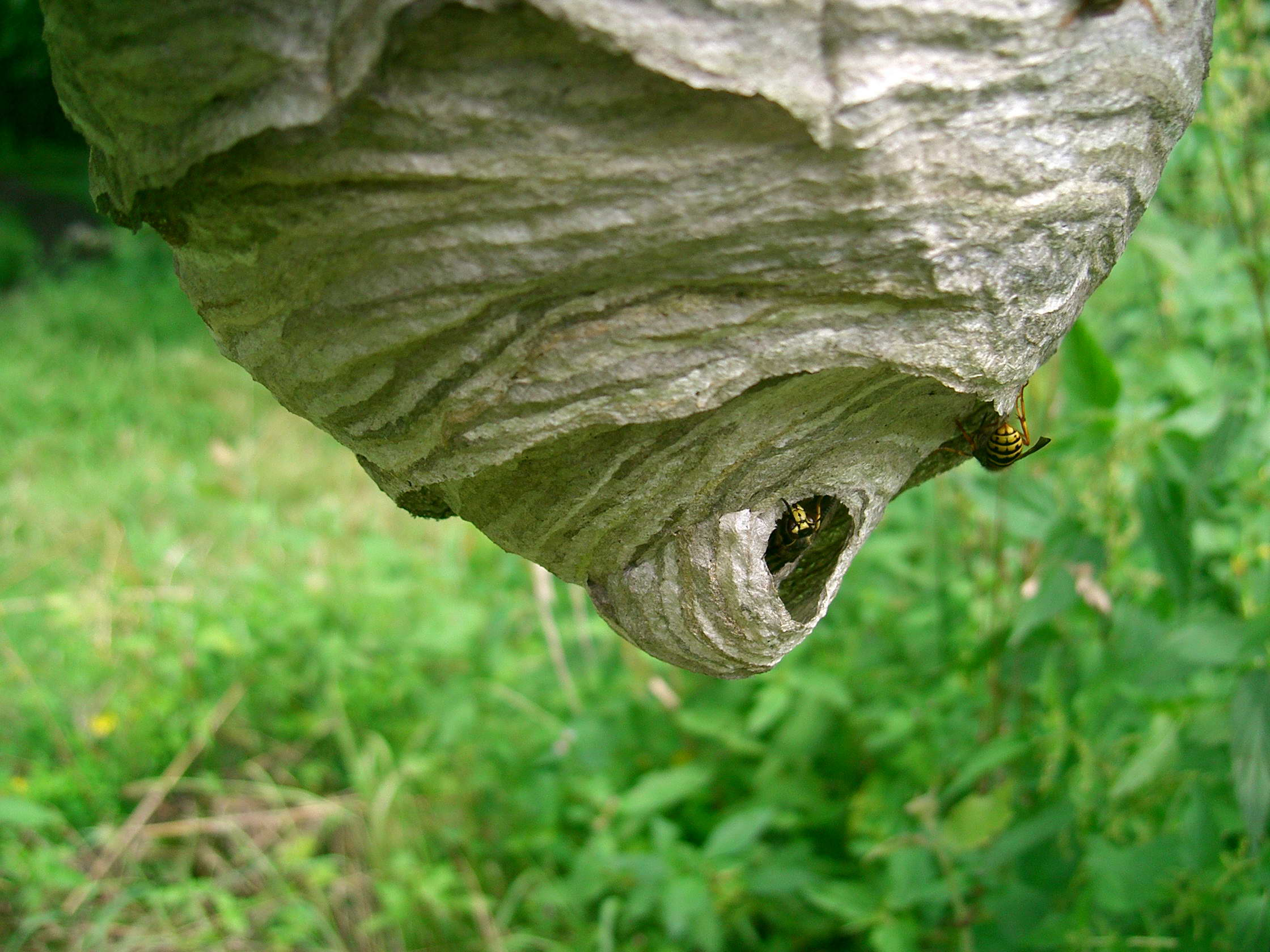
Nest der Sächsischen Wespe

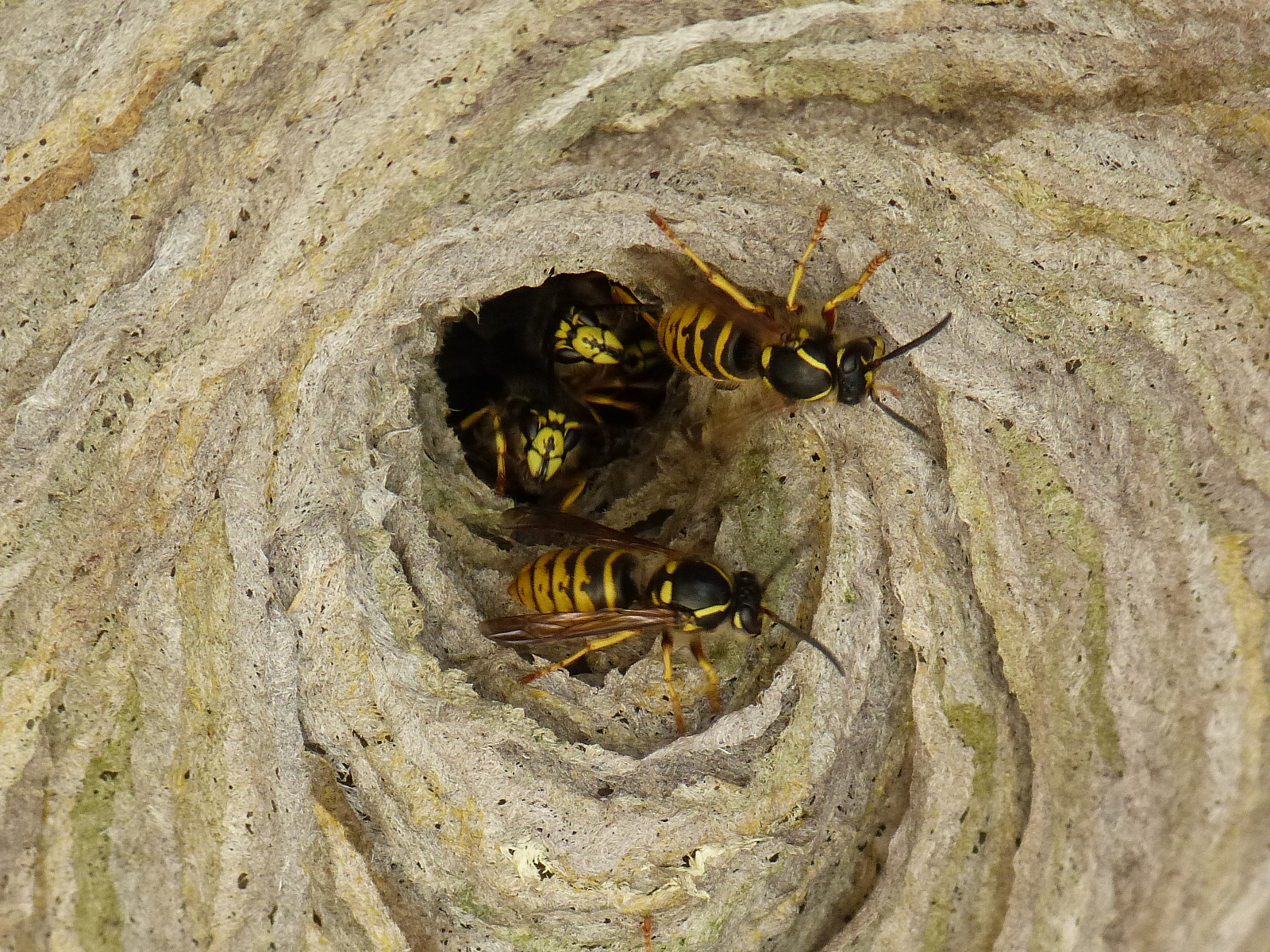
Nest der Sächsischen Wespe

Die Sächsische Wespe (Dolichovespula saxonica) ist eine Art der Gattung der Langkopfwespen (Dolichovespula).
Obwohl auch Hornissen sowie alle Langkopfwespen als friedfertig gelten, unterscheidet sich die Sächsische Wespe in ihrem Verhalten stark von anderen Arten ihrer Gattung, sie wird nicht von süßen Lebensmitteln angezogen und ist auch im Nestbereich äußerst friedfertig.
Durch ihre Lebensweise, insbesondere an Dachböden nisten die Tiere frei, werden ihre Nester häufig von Menschen aus Unwissenheit und Furcht zerstört. Die Art ist jedoch nicht gefährdet. 

## Merkmale
Die Königinnen dieser Art erreichen eine Körperlänge von 15 bis 18 Millimetern, Arbeiterinnen werden 11 bis 14 Millimeter lang, Drohnen 13 bis 15 Millimeter. Die Zeichnung auf dem Kopfschild (Clypeus) und am Hinterleib ist variabel. Meistens trägt der Kopfschild eine nach oben erweiterte schwarze Zeichnung, und die Augenbucht besitzt nur auf der Unterseite einen schmalen gelb gefärbten Streifen. Auf den Schläfen befindet sich oben und unten je ein kleiner gelber Fleck. Von der ähnlichen Waldwespe (Dolichovespula sylvestris) kann man die Art anhand des ausgedehnten schwarz gezeichneten Kopfschildes unterscheiden, die Falsche Kuckuckswespe (Dolichovespula adulterina) unterscheidet sich von ihr ebenso durch ihren Kopfschild, der zwar ähnlich gemustert, aber an den unteren Ecken in zwei Spitzen ausgezogen ist. 
Die Männchen der Art sind von den übrigen Langkopfwespen nur durch Genitaluntersuchungen zweifelsfrei zu unterscheiden.

## Vorkommen
Die Art kommt von den Pyrenäen über Mittel- und Nordeuropa ostwärts bis nach Japan vor. Sie besiedelt verschiedene offene Biotope und auch menschliches Siedlungsgebiet. Die Tiere fliegen von Mitte Mai bis Anfang September, wobei Arbeiterinnen ab Anfang Juni, Königinnen und Drohnen der neuen Generation ab Ende Juni auftreten. Die Art ist in Mitteleuropa die häufigste Langkopfwespe und tritt nahezu überall häufig auf. 

## Lebensweise
Die Sächsischen Wespen legen ihre Nester ähnlich wie die Waldwespe frei hängend an geschützten Orten und auch in oder an Häusern, Dachböden etc. an. Die grau gefärbten Nester werden aus verwittertem Holz hergestellt und erreichen einen Durchmesser von bis zu 25 Zentimetern, wobei große Nester eine längliche Form entwickeln. Sie haben keine Lufttaschen, und ihre Oberfläche ist glatt. Häufig findet man insbesondere an Dachböden zahlreiche kleine, verlassene Nester, die von fehlgeschlagenen Nestgründungsversuchen herrühren. Die Nester bestehen meist aus drei bis sechs Waben, deren Ränder aufgebogen sind, sowie bis zu 2.000 Zellen. Maximal besiedeln etwa 1.000 Individuen ein Nest, wobei davon etwa 100 bis 300 Arbeiterinnen sind. Das Volk entwickelt sich bei der Sächsischen Wespe relativ rasch. Die Art wird von der Falschen Kuckuckswespe parasitiert.

## Belege